# Hermann Wolf (Mediziner)
Hermann Wolf (* 27. September 1889 in Pola, Istrien, Österreich-Ungarn; † 11. Dezember 1978 in Bad Reichenhall) war ein deutscher Mediziner und Zahnmediziner sowie Hochschullehrer österreichischer Herkunft.

## Leben
Hermann Wolf, Sohn des Marine-Generaloberstabsarztes Anton Wolf, legte die Matura am deutschen humanistischen k.k. Staats-Real-Gymnasium in Pola ab, bevor er sich dem Studium der Medizin an der Universität Wien zuwandte, das er mit dem Erwerb des akademischen Grades eines Dr. med. abschloss.
Nach Assistenzarztjahren verbunden mit einer Ausbildung in Zahnheilkunde habilitierte Hermann Wolf sich 1927 als Privatdozent
für dieses Fach an der Universität Wien, 1937 erfolgte seine Ernennung zum titularen außerordentlichen Professor. Wolf war Mitglied der NSDAP (Mitgliedsnummer 6.295.130), in die er 1938 eingetreten ist. Am 1. Oktober 1939 folgte Wolf dem Ruf auf die außerordentliche Professur für Zahnheilkunde, insbesondere Kieferchirurgie, an der Julius-Maximilians-Universität Würzburg. Dort war er stellvertretender Direktor der Zahnärztlichen Klinik in der Pleichertorstraße 32 und Direktor deren kieferchirurgischer Abteilung in der Bismarckstraße 13. Zudem war er kommissarischer Leiter des Instituts für gerichtliche Medizin und Kriminalistik in der Koellikerstraße 4a. Im Jahr 1950 wurde er zum ordentlichen Professor befördert, gleichzeitig wurde ihm die Leitung der Universitätsklinik für Zahn-, Mund- und Kieferkrankheiten übertragen, 1957 wurde er emeritiert.
Hermann Wolf, Verfasser zahlreicher Beiträge auf seinem Fachgebiet, wurde als Ehrenmitglied in den Verein österreichischer Zahnärzte in Wien, in die Piemontesische Gesellschaft für Stomatologie in Turin, in den Verein Tiroler Zahnärzte in Innsbruck, in den Verband der Fachärzte für Zahn-, Mund und Kieferkrankheiten in Göttingen, in die Deutsche Gesellschaft für Zahn-, Mund- und Kieferheilkunde, für die er auch als Präsident tätig war, sowie in die Vereinigung der Hochschullehrer für Zahn-, Mund- und Kieferheilkunde aufgenommen.
Der 1964 mit dem Bayerischen Verdienstorden ausgezeichnete Hermann Wolf, der 1916 Hedwig, geborene Wolf, ehelichte, verstarb 1978 wenige Monate nach Vollendung seines 89. Lebensjahres in Bad Reichenhall.

## Publikationen (Auswahl)
- Der neue Lehrgang am zahnärztlichen Institut der Wiener Universität, Urban & Schwarzenberg, München, 1932
- Die Ausbildung des österreichischen Zahnarztes, Urban & Schwarzenberg, München, 1937
- Klinik der Zahn-, Mund- und Kieferkrankheiten: Vorlesungen für Studierende und Aerzte, Urban & Schwarzenberg, München, 1950
- Mit Rudolf Lutz: Die Ionophorese, in: Band 8 von Zahnheilkunde in Einzeldarstellungen, Hanser, München, 1951
- Mit David Haunfelder: Zahnärztliche Mundchirurgie für Studierende der Zahnheilkunde, in: Band 5 von Zahnärztlich-studentische Fachbücherei, Berlinische Verlagsanstalt, Berlin, 1960
- In memoriam Hans Schlampp, 22. 2. 1900 bis 21. 7. 1962. In: Deutsche Dentistische Zeitschrift – Das deutsche Zahnärzteblatt. Band 19, 1965, S. 287–290.